# Handball-Bundesliga 1966-1967
L'Handball-Bundesliga 1966-1967 è stata la 18ª edizione (la 1ª a con tale nominazione), del torneo di primo livello del campionato tedesco di pallamano maschile. La competizione ha avuto inizio il 15 ottobre 1966 e si è conclusa il 25 marzo 1967 con la disputa della finale per il titolo di campione di Germania Ovest.
Il torneo è stato conquistato dal Gummersbach per la seconda volta nella sua storia.

## Squadre partecipanti
| Club                  | Stagione | Città               | Stadio                     | Stagione precedente |
| --------------------- | -------- | ------------------- | -------------------------- | ------------------- |
| Amburgo               | dettagli | Amburgo             |                            |                     |
| Bad Schwartau         | dettagli | Bad Schwartau       |                            |                     |
| Birkenau              | dettagli | Birkenau            |                            |                     |
| Dortmund-Wellinghofen | dettagli | Dortmund            | Westfalenhallen            |                     |
| Füchse Reinickendorf  | dettagli | Berlino Ovest       |                            |                     |
| Grün-Weiß Dankersen   | dettagli | Minden              |                            |                     |
| Gummersbach           | dettagli | Gummersbach         | Westfalenhallen (Dortmund) |                     |
| Hochdorf              | dettagli | Hochdorf-Assenheim  |                            |                     |
| Hüttenberg            | dettagli | Hüttenberg          |                            |                     |
| Leutershausen         | dettagli | Leutershausen       |                            |                     |
| Möhringen             | dettagli | Möhringen           |                            |                     |
| Mülheim               | dettagli | Mülheim an der Ruhr |                            |                     |
| Neunkirchen           | dettagli | Neunkirchen         |                            |                     |
| Polizei Hannover      | dettagli | Hannover            |                            |                     |
| St. Georg von 1895    | dettagli | Amburgo             |                            |                     |
| Zirndorf              | dettagli | Zirndorf            |                            |                     |

## Prima fase

### Girone nord
|  | Pos. | Squadra               | Pt | G  | V  | N | P  | GF  | GS  | DR   |
|  | ---- | --------------------- | -- | -- | -- | - | -- | --- | --- | ---- |
|  | 1.   | Gummersbach           | 26 | 14 | 13 | 0 | 1  | 287 | 176 | +111 |
|  | 2.   | Grün-Weiß Dankersen   | 19 | 14 | 9  | 1 | 4  | 290 | 215 | +75  |
|  | 3.   | Amburgo               | 18 | 14 | 9  | 0 | 5  | 221 | 199 | +22  |
|  | 4.   | Dortmund-Wellinghofen | 13 | 14 | 6  | 1 | 7  | 165 | 171 | -6   |
|  | 5.   | Polizei Hannover      | 12 | 14 | 5  | 2 | 7  | 200 | 238 | -38  |
|  | 6.   | Bad Schwartau         | 12 | 14 | 5  | 2 | 7  | 197 | 237 | -40  |
|  | 7.   | Mülheim               | 8  | 14 | 3  | 2 | 9  | 174 | 218 | -44  |
|  | 8.   | St. Georg von 1895    | 4  | 14 | 2  | 0 | 12 | 186 | 266 | -80  |

Legenda:
  Qualificato alla finale.
      Retrocesse in Regionalliga.
Note:
Due punti a vittoria, uno a pareggio, zero a sconfitta.

### Girone sud
|  | Pos. | Squadra              | Pt | G  | V  | N | P  | GF  | GS  | DR  |
|  | ---- | -------------------- | -- | -- | -- | - | -- | --- | --- | --- |
|  | 1.   | Hochdorf             | 22 | 14 | 10 | 2 | 2  | 186 | 159 | +27 |
|  | 2.   | Leutershausen        | 21 | 14 | 10 | 1 | 3  | 245 | 184 | +61 |
|  | 3.   | Birkenau             | 15 | 14 | 6  | 3 | 5  | 218 | 191 | +27 |
|  | 4.   | Füchse Reinickendorf | 13 | 13 | 6  | 1 | 6  | 187 | 176 | +11 |
|  | 5.   | Neunkirchen          | 12 | 13 | 4  | 4 | 5  | 189 | 203 | -14 |
|  | 6.   | Möhringen            | 12 | 14 | 6  | 0 | 8  | 182 | 209 | -27 |
|  | 7.   | Hüttenberg           | 9  | 14 | 3  | 3 | 8  | 180 | 209 | -29 |
|  | 8.   | Zirndorf             | 6  | 14 | 3  | 0 | 11 | 153 | 209 | -56 |

Legenda:
  Qualificato alla finale.
      Retrocesse in Regionalliga.
Note:
Due punti a vittoria, uno a pareggio, zero a sconfitta.

## Finale
| Dortmund 25 marzo 1967 | Gummersbach                | 23 – 7 referto | Hochdorf | Westfalenhallen (8000 spett.)\| Arbitro: \| Hans Rosmanith (Wiesbaden) \| |
| Arbitro:               | Hans Rosmanith (Wiesbaden) |                |          |                                                                           |